# Lemnos
La isla de Lemnos (en griego clásico Λῆμνος, Lēmnos; en griego moderno Λήμνος, Límnos) es una isla griega en el mar Egeo, entre el monte Athos y los Dardanelos (Helesponto), al suroeste de la isla turca de Imbros. Administrativamente, conforma la unidad periférica de Lemnos.

## Superficie y población
Su superficie es de 477 km². La capital es Mirina (del nombre del primer rey mítico de la isla Thoandas) en la costa oeste. La isla está formada por dos partes, ya que en el centro se estrecha por dos bahías: al norte el golfo Pornias y al sur la bahía de Moúdros. Las principales ciudades son, aparte de la capital, Moúdros, Romano (las dos en la bahía de Moúdros) y Atsiki, en la parte centro-oriental de la zona occidental, cerca del istmo. La población es de dieciocho mil habitantes.

## Excavaciones
En la parte oriental se ha excavado una ciudad cerca de la aldea de Kaminia, en el que los arqueólogos italianos han bautizado como Poliojni, que es, probablemente, la primera ciudad europea ya que fue construida hacia el 3000 a. C., incluso puede que un poco antes; se han encontrado restos de un edificio que parece que estaba destinado a las reuniones de los jefes para decidir los asuntos esenciales, que sido considerado la primera muestra de democracia en Europa. Restos antiguos se encuentran también en Hefestia y Kavirio en la costa noreste.

## Leyenda
Su primer nombre fue Etalia (Aethaleia Αἰθάλεια) por su naturaleza volcánica 
y según se cree en relación con la montaña llamada Mosychlus (Μόσυχλος). El nombre Lemnos le fue dado por la gran diosa que fue adorada en la isla desde el 800 a. C al 500 a. C y fue denominada Lemnos por los habitantes. 
Según la leyenda que recoge Homero, fue habitada por la tribu tracia de los sintias (Σίντιες que probablemente quiere decir "ladrones") y cuando los Argonautas desembarcaron en la isla la encontraron habitada sólo por mujeres que habían matado a sus hombres porque les habían sido infieles con mujeres tracias; los Argonautas y las mujeres de la isla originaron a los minias (latín minyae, griego Μινύαι) que fueron expulsados por los tirrenios pelásgicos expulsados de Ática. Los pelasgos, durante un festival fueron infieles a sus mujeres y se aparearon con mujeres de Ática pero después mataron a estas mujeres y a los hijos que habían tenido con ellas; esta atrocidad y la anterior matanza de maridos hicieron sinónimo los "hechos de Lemnos" de una atrocidad cualquiera.

## Historia
Dada su naturaleza volcánica, los reyes de la antigüedad situaron en la isla la residencia de Hefesto (Vulcano). Fue una colonia ateniense.  Hacia el 521 a. C. o el 513 a. C. fue conquistada por Ótanes, general de Darío I el grande. Milcíades la pagó por adelantado a los persas hacia el 510 a. C. y se construyeron murallas en la ciudad principal que era Hefestia. Desde entonces fue siempre posesión ateniense y permaneció en posesión de Atenas en la paz de Antálcidas cuando todas las demás ciudades fueron independizadas (igual que Imbros y Esciro). En la mitad del siglo IV a. C. pasó a manos de Macedonia. Los romanos, después de derrotar a Filipo V de Macedonia, restituyeron estas islas a Atenas. La otra ciudad de Lemnos mencionada en las fuentes antiguas además de Hefestia era Mirina. Según Plinio había un laberinto con 150 columnas.
La principal producción de la isla era la llamada tierra lemnia o tierra sigillata, que utilizaban antiguamente los médicos para el tratamiento de heridas y de mordeduras de serpiente.
A partir del siglo XI, los monjes del Monte Athos fueron comprando terrenos en la isla y ya poseían un tercio de las tierras en 1204. Por la misma época, la principal ciudad bizantina, Kotsinos, se estableció una colonia comercial veneciana (finales del siglo XI) que se convirtió en iglesia propia en 1136. En 1207 pasó a los Navigajoso, y el Gran duque de Lemnos Filocalo Navigajoso construyó la fortificación veneciana hacia el 1214; los venecianos perdieron la isla hacia el 1260, cuando volvió al Imperio Bizantino restaurado. En 1387, el emperador bizantino Juan V Paleólogo acordó la cesión a su nieto (por la vía materna María Paleólogo): el genovés Francesco II Gattiluso de Lesbos, junto con Tasos, Imbros y Samotracia. En 1442, los otomanos la asediaron; el gobernador era Constantino Paleólogo, ex déspota de Morea que fue el último emperador bizantino; su mujer Catalina Gattiluso no pudo soportar los rigores del asedio y murió, siendo enterrada en la isla. En 1462, ocupada Lesbos, la isla se dispuso bajo protección de Venecia. Del 1470 al 1477 fue gobernada por Francesco Pasqualingo. En 1478 los otomanos la volvieron a asediar y fue defendida por Maroula, la hija del gobernador veneciano de la isla. Finalmente, en 1479 fue conquistada por los otomanos.
Permaneció en manos de los turcos; en 1770 fue atacada por los rusos (almirante Orlov) pero no consiguieron conquistar la fortaleza y se retiraron. Durante la ocupación otomana se llamó Stalimene (εἰς τὰν Λῆμνον) pero los naturales la seguían llamando por su nombre habitual. 
Los griegos la ocuparon en 1912, después de la batalla de Elli, pero la retornaron por el tratado de paz de 1913. En 1920 el tratado de Sèvres la adjudicó a Grecia y en el tratado de Lausana de 1923 fue confirmada como isla griega. Durante la Primera Guerra Mundial fue una base naval de operaciones en los Dardanelos.

## Cómo llegar

### Por barco
Hay ferris desde Kavala, que tardan unas 5 horas.

### Por avión
Desde Atenas hay vuelos diarios que tardan 45 minutos en llegar a la isla. También hay vuelos desde Lesbos (50 minutos) y desde Salónica (1:10 horas).